# تذكر أنك ستموت
تذكّر أنك ستموت (بالإنجليزية: Memento Mori)‏ هي رواية غموض قصيرة كتبها البريطاني جوناثان نولان وحوّلها فيما بعد شقيقه كريستوفر إلى فيلم سينمائي يحمل اسم تذكار (Memento) عام 2000.